# Operacija Bernhard
Operacija Bernhard je največja znana ponaredba denarja v zgodovini, s katero so nacisti med drugo svetovno vojno poskušali omajati britansko gospodarstvo s tajno emisijo 150 milijonov funtov ponarejenih angleških bankovcev. Ponaredke so natisnili v državnih tiskarnah.